# میدوی، شهرستان مانومن، مینه‌سوتا
میدوی (به انگلیسی: Midway) یک منطقهٔ مسکونی در ایالات متحده آمریکا است که در شهرستان مانومن، مینه‌سوتا واقع شده‌است. میدوی ۲۶ نفر جمعیت دارد و ۴۰۹٫۰۵ متر بالاتر از سطح دریا واقع شده‌است.